# Aeroportul Brigadier Mayor César Raúl Ojeda
Aeroportul Brigadier Mayor César Raúl Ojeda (IATA: LUQ, ICAO: SAOU) este un aeroport din Provincia San Luis, Argentina ce deservește zona San Luis⁠(d). Aeroportul a fost tranzitat în decembrie 2022 de 5.336 de pasageri.
Situat la o altitudine de 709 m, aeroportul dispune de o singură pistă. Este operat de Aeropuertos Argentina⁠(d).